# Boden
Boden ( ouça a pronúncia) é uma cidade da província histórica de Norrbotten, no norte da Suécia.
Está localizada na margem esquerda do rio Lule, a 35 km a noroeste da cidade de Luleå.
Tem uma área de 14,78 km² e uma populacão de 16 832 habitantes (2020).
É sede do  município de Boden, pertencente ao condado de Norrbotten. 

A cidade de Boden é caracterizada pela presença da Guarnição Militar de Boden, compreendendo o Regimento de Norrbotten e o Regimento de Artilharia de Boden. Uma atração turística de destaque é a antiga Cidadela de Boden (Bodens fästning), um sistema de fortificações defensivas construídas em redor da cidade.

## Etimologia
O nome geográfico Boden deriva do nome de uma aldeia local, possivelmente associada à existência de várias bod (casinha de pastoreio). 
Boden está mencionada como Bodom, em 1543.

## Comunicações
- Estrada Nacional Rv 97 - rodovia ligando Luleå a Jokkmokk [6]
- Linha do Norte da Norrland - via férrea ligando Vännäs a Boden [6]
- Linha do Minério - via férrea ligando Luleå na Suécia a Narvik na Noruega[6]
- Linha de Haparanda - via férrea ligando Boden a Haparanda [6]

## Economia
A economia de Boden está dominada pela Guarnição Militar de Boden, assim como pela administração municipal e pelas operadoras nacionais das vias férreas (SJ e Banverket).

## Património comunitário
- Casa do Cidadão (Medborgarhuset) - com Casa do Povo (Folkets Hus), Biblioteca e Hotel Bodensia[7]
- Administração Municipal (Stadshus) [8]
- Hospital de Sunderby (Sunderby sjukhus) - Hospital regional entre Boden e Luleå [9]

## Património turístico
Alguns pontos turísticos mais procurados atualmente são:

- Museu da Defesa Militar - Boden (Försvarsmuseum Boden) – Museu dedicado à defesa militar da Suécia nos últimos 200 anos.[13]
- Cidadela de Boden (Bodens fästning) - Fortificações em redor de Boden
- Igreja de Överluleå (Överluleå kyrka) – Igreja edificada em 1831[14]

## Personalidades ligadas a Boden
- Peter Englund (Escritor, presidente da Academia Sueca)
- Eyvind Johnson (Escritor, laureado com o Prémio Nobel da Literatura de 1974; 1900-1976)

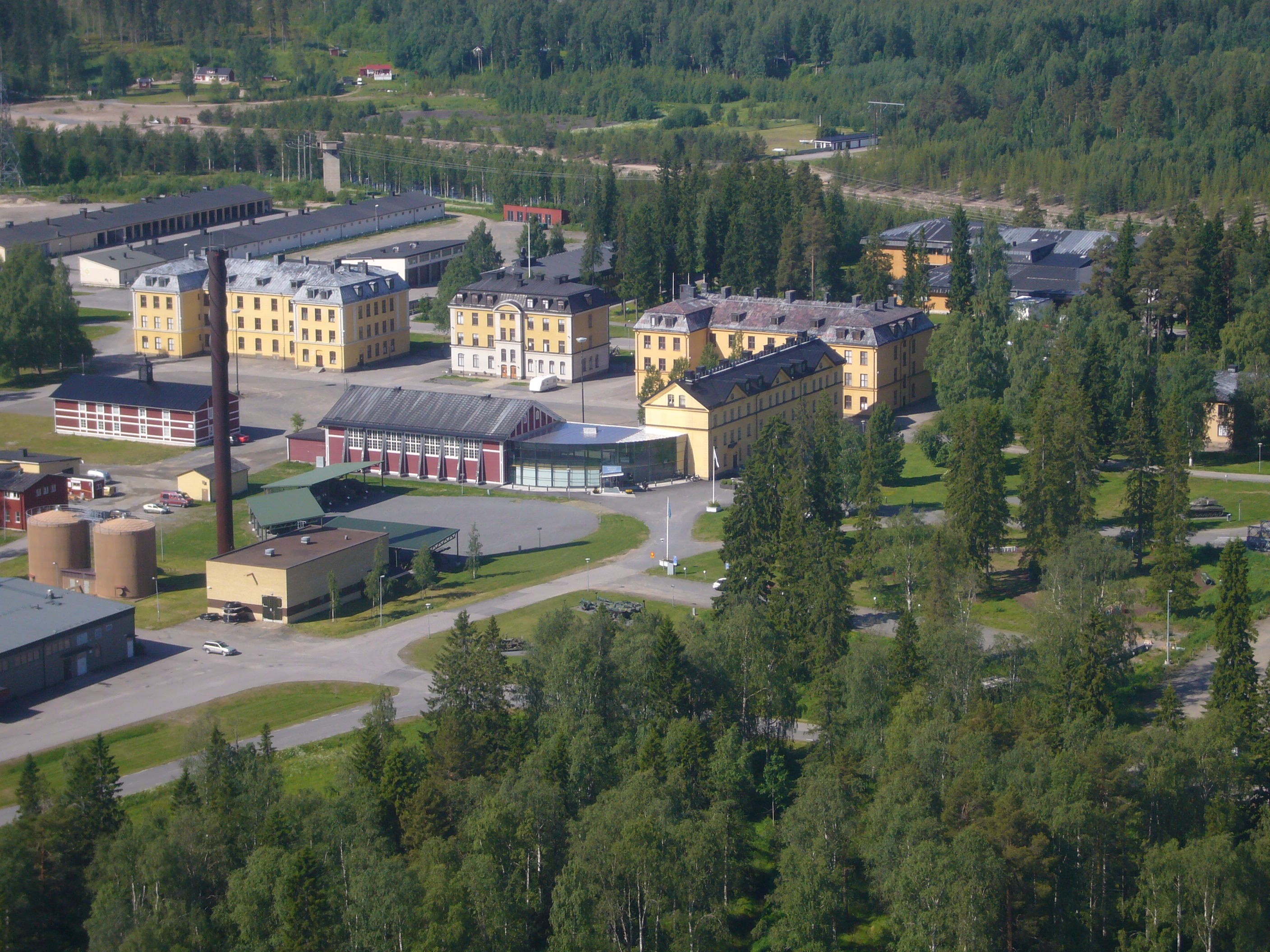
Museu da Defesa Militar - Boden
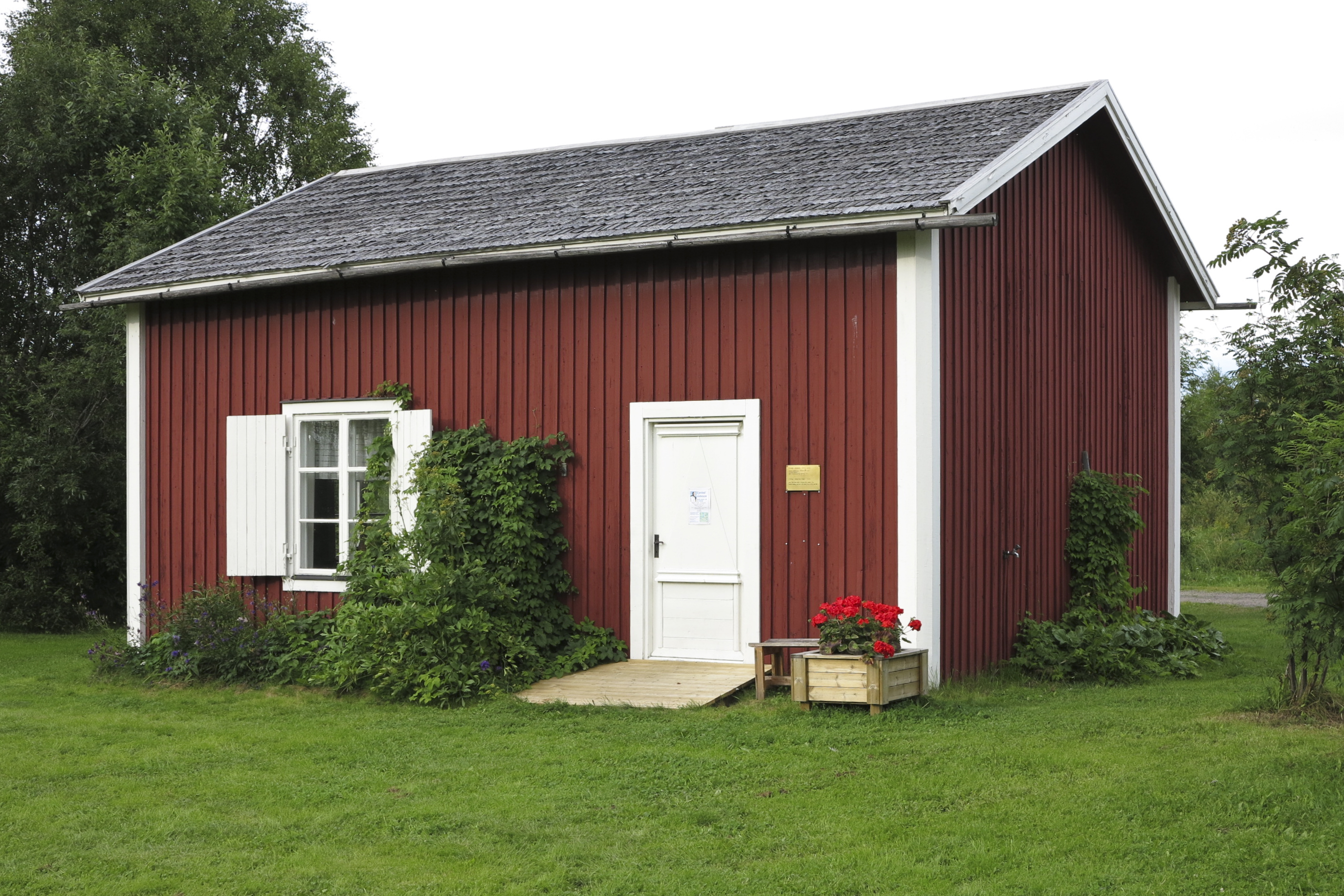
A cabana do escritor Eyvind Johnson
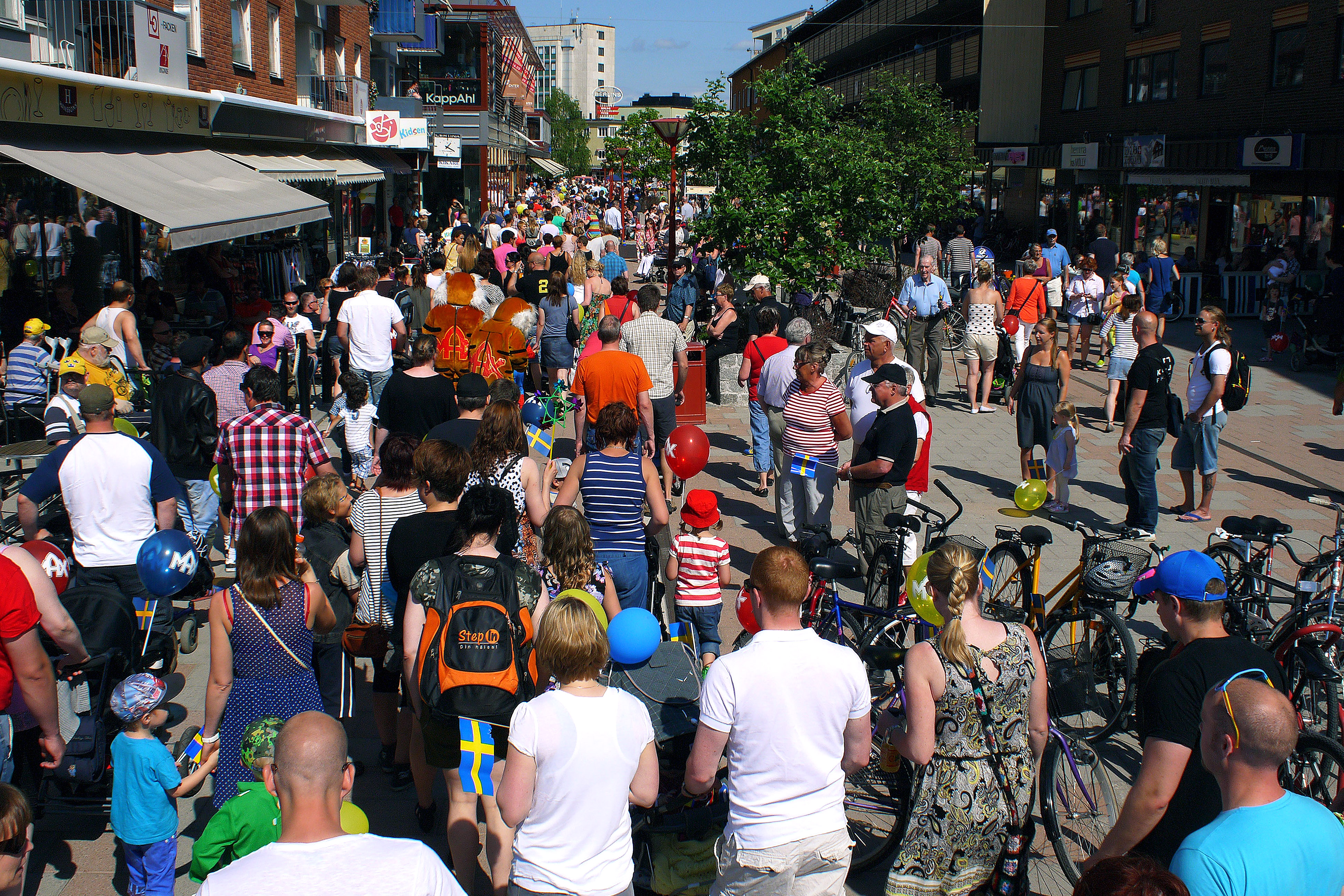
Celebração do Dia da Suécia no centro da cidade
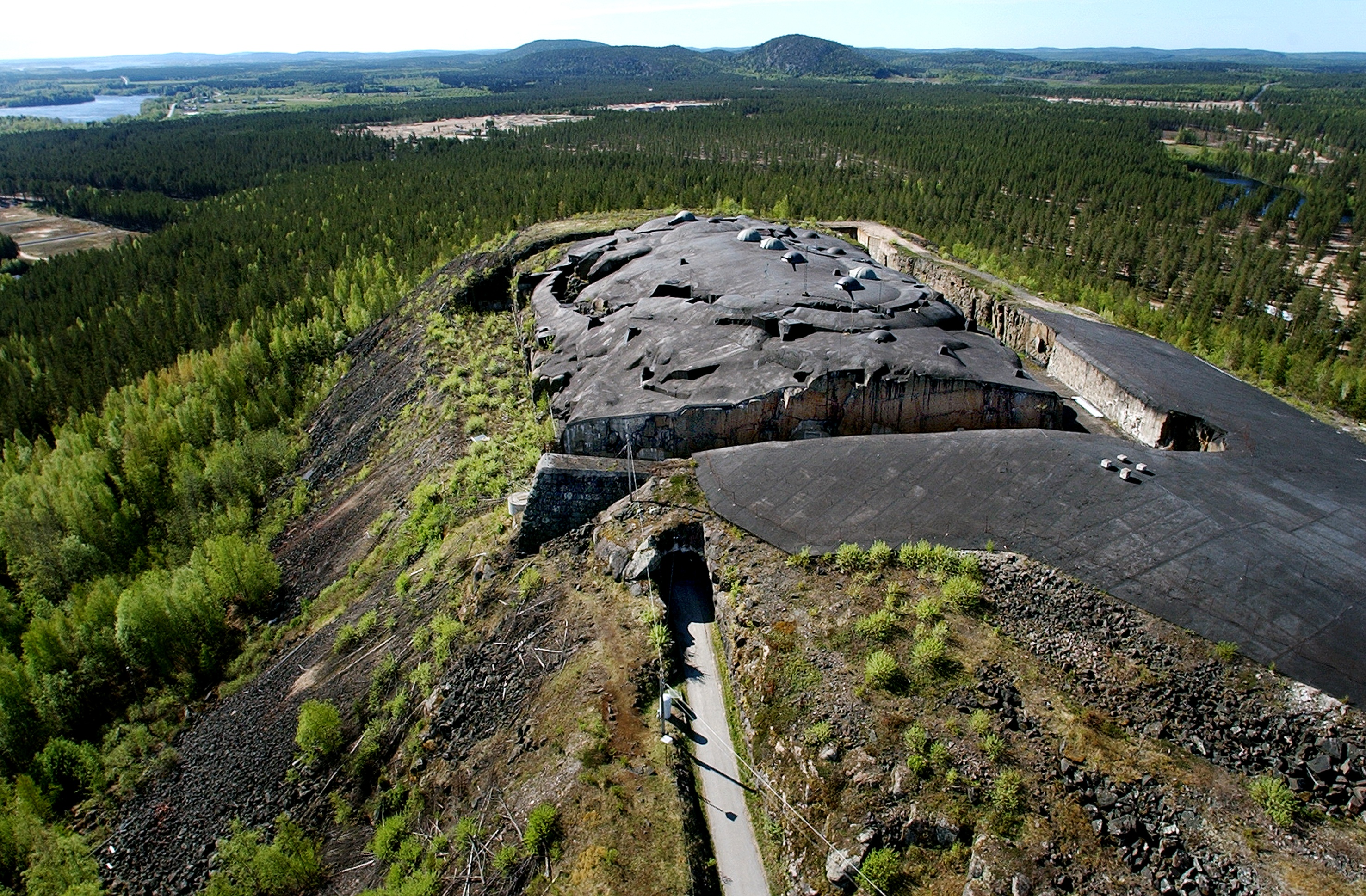
A cidadela de Boden